# Tobias Ellwood
Tobias Martin Ellwood (nacido 12 de agosto de 1966) es un político de Partido Conservador británico. Sirvió en las Royal Green Jackets y logró el rango de capitán. Actualmente es el miembro del Parlamento Británico por Bournemouth Este y Viceministro del Gobierno del Reino Unido en la oficina de Extranjería y Commonwealth. Desde el 29 de enero de 2020 preside la Comisión de Defensa de la Cámara de los Comunes. Fue Secretario de Estado de Defensa entre 2017 y 2019.

## Inicios
Nacido en Nueva York de padres británicos, Ellwood fue educado en Bonn y Viena. Él estudió en la Universidad de Loughborough entre 1985–90, graduándose en Administración Empresarial.
Decidido a entrar en el ejército ascendió desde el grado de cadete hasta alférez en el Ejército Territorial en 1989, transladandose a las Royal Green Jackets del Ejército Regular en 1991. Más tarde fue ascendido a capitán en 1995, y transferido a la Reserva en 1996.

## Carrera política
Tras la muerte de su hermano en Bali , Ellwood decidió alejarse del ejército, entrando en política, de la mano de Tom King, de quien fue informador. Ellwood fue elegido Concejal en Hertfordshire en 1999, y disputó fallidamente, el asiento parlamentario por Worsley en Manchester, en las elecciones generales de 2001, siendo derrotado por el diputado Terry Lewis por 11,787 votos. Alcanzó el éxito en las elecciones generales de 2005, cuándo fue elegido diputado por el Partido Conservador en Bournemouth Este.
Partidario de David Cameron en su campaña para el liderazgo del Partido Conservador, Ellwood fue ascendido hacia la oficina del jefe de la Oposición en diciembre de 2005. En el reajuste de 2007, Cameron promovió Ellwood como viceministro de Cultura, Medios de comunicación y Deporte, con responsabilidades sobre el juego, las licencias y el turismo. Ellwood fue criticado por la prensa después de que afirmara que los dueños de pubs en Liverpudlian son "delincuentes" en 2009.[cita requerida] Ellwood se defendió explicando que los comentarios habían sido sacados de contexto.
Siguiendo su regreso al Parlamento en 2010, este fue nombrado como viceministro de Asuntos exteriores y Commonwealth. Ellwood también ha sido nombrado miembro de la Delegación Parlamentaria en la Asamblea de la OTAN, en 2014 .
El 22 de marzo de 2017, durante un atentado cerca del Parlamento, Ellwood practicó técnicas de reanimación y RCP al agente policial Keith Palmer, quién más tarde murió debido a las heridas provocadas por el terrorista. Ellwood fue nombrado "héroe" por la prensa, cuando en las fotos que le hicieron cuando reanimaba al agente Keith Palmer, aparecía con sangre en su cara mientras él estaba reanimando el cuerpo del agente antes de morir. Consiguientemente, Ellwood recibió muchos elogios en medios de comunicación por sus acciones, así como siendo nombrados al Consejo Privado por su respuesta en el ataque.
Del 14 de junio de 2017 al 26 de julio de 2019 asumió el puesto de Secretario de Estado de Defensa en el gobierno de Theresa May. Fue sucedido por Johnny Mercer.
Ellwood asistió en mayo de 2022 a la Conferencia Lennart Meri (Tempus Fugit - Time Flees) en Tallin, Estonia, sobre el futuro de la OTAN.